# テレビの素
テレビの素（テレビのもと）は、関西テレビ放送で放送されていた、テレビという放送メディアを視聴者と専門家の意見を基に検証する自己批評番組である。2009年10月18日から2010年9月まで放送。放送時間は毎月第3日曜日の朝6:30 - 7:00（JST）。

## 概要
『テレビの木』に代わる関西テレビの自己検証番組で、「テレビ番組はどうやって作られているのか」「テレビをもっと楽しみたい」という視聴者の意見を中心に、テレビ制作の裏側やメディア・リテラシー関連の情報・話題などを紹介する。

## 出演者

### 総合司会
- ロザン
  - 菅広文
  - 宇治原史規

### 進行
- 杉本なつみ（当時関西テレビアナウンサー）

他にゲストコメンテーター1名

## スタッフ
- 制作協力：メディアプルポ
- 製作著作：関西テレビ